# Christopher B. Duncan
Christopher B. Duncan (Lincoln, 4 dicembre 1964) è un attore statunitense.

## Filmografia parziale

### Cinema
- Operazione Desert Storm (In the Army Now), regia di Daniel Petrie Jr. (1994)
- Sfida finale (Original Gangstas), regia di Larry Cohen (1996)
- Three Kings, regia di David O. Russell (1999)
- Arrivano i Johnson (Johnson Family Vacation), regia di Christopher Erskin (2004)
- Il mio nome è Khan (My Name Is Khan), regia di Karan Johar (2010)
- The Congress, regia di Ari Folman (2013)
- 3 from Hell, regia di Rob Zombie (2019)

### Televisione
- Generations - serie TV, 7 episodi (1989)
- Piccole vittime (Deadly Medicine) - film TV (1991)
- Coach - serie TV, 5 episodi (1990-1995)
- The Jamie Foxx Show - serie TV, 100 episodi (1996-2001)
- Soul Food - serie TV, 4 episodi (2001-2002)
- The District - serie TV, 28 episodi (2001-2004)
- Veronica Mars - serie TV, 10 episodi (2005-2019)
- Aliens in America - serie TV, 13 episodi (2007-2008)
- Lincoln Heights - Ritorno a casa (Lincoln Heights) - serie TV, 5 episodi (2008)
- The Tonight Show with Jay Leno - serie TV, 8 episodi (2008-2009)
- Jane stilista per caso (Jane by Design) - serie TV, 3 episodi (2012)
- Hero Factory - serie TV, 6 episodi (2010-2013)
- Play It Again, Dick - serie TV, 7 episodi (2014)
- The First Family - serie TV, 35 episodi (2012-2015)
- General Hospital - serial TV, 12 puntate (2012-2017)
- Castle – serie TV, episodio 8x10 (2016)
- American Soul - serie TV, 2 episodi (2020)
- Your Honor - serie TV, episodi 1x02-1x07 (2020-2021)
- First Kill - serie TV, episodi 1x02-1x05-1x06 (2022)
- Black Bird, regia di Michaël R. Roskam, Jim McKay e Joe Chappelle – miniserie TV, puntate 3-6 (2022)
- Black Mafia Family – serie TV, 5 episodi (2024)
- Tell Me Lies – serie TV, episodi 2x01-2x08 (2024)
- The Equalizer – serie TV, 5 episodi (2024-2025)

## Doppiatori italiani
Nella versione in italiano delle opere in cui ha recitato, Christopher B. Duncan è stato doppiato da:
- Stefano Mondini in NCIS - Unità anticrimine, Castle
- Gianluca Machelli in The District
- Vladimiro Conti in CSI: Miami
- Fabio Boccanera in Criminal Minds
- Marco Balzarotti in iCarly
- Claudio Sorrentino ne Il mio nome è Khan
- Giuliano Bonetto in Ticket Out
- Massimo Bitossi in Mental
- Alessandro Messina in The Congress
- Alberto Bognanni in The Resident
- Alberto Angrisano in FBI: Most Wanted